# Diphucephala rugosa
Diphucephala rugosa är en skalbaggsart som beskrevs av Jean Baptiste Boisduval 1835. Diphucephala rugosa ingår i släktet Diphucephala och familjen Melolonthidae. Inga underarter finns listade i Catalogue of Life.